# Joseph Sigismond de Roggenbach
Joseph Sigismond de Roggenbach, francisation de Franz Joseph Sigismund von Roggenbach  (né à Schloss Zwingen (de) le 14 octobre 1726 et mort à Constance le 9 mars 1794)  est un ecclésiastique qui fut prince-évêque de Bâle de 1782 à 1794.

## Biographie
François Joseph Sigismond de Roggenbach est le fils de Franz Joseph Konrad von Roggenbach (1692-1750), conseiller du Prince-évêque et de Maria Anna Eva Blarer von Wartensee. Il est élu par le chapitre de chanoines de Bâle le 25 novembre 1782, reçoit ses bulles pontificales de confirmation le 18 juillet 1783 et est consacré par son métropolitain l'archevêque de Besancon dans la chapelle de sa résidence de Porrentruy. Dès son accession à l'épiscopat le nouvel évêque relève l'évêque auxiliaire Jean-Baptiste Gobel de ses charges administratives et lucratives ce qui incite ce dernier à adopter les idées « réformistes ». Le Prince-évêque doit rapidement faire face à la politique religieuse nouvelle issue de la Révolution française. Il perd la juridiction sur une partie de son diocèse lors de l'investiture d'Arbogast Martin l'évêque constitutionnel du département du Haut-Rhin. Ses domaines propres sont ensuite menacés. Pendant l'été 1790, un mouvement inspiré des principes révolutionnaires agite le nord du Jura, des émeutes éclatent et un comité révolutionnaire réclame la réunion d'États généraux sous l'impulsion des patriotes de Porrentruy. Le Prince-évêque de Bâle  fait appel à l'Empereur qui envoie des troupes autrichiennes au printemps 1791. La France déclare la guerre à l'Autriche le 20 avril 1792 et ses armées occupent le 30 avril l'évêché de Bâle en prétextant l'accord de 1779 conclu avec son prédécesseur, pour repousser les Autrichiens. Le territoire de la principauté se trouve inclus dans la République rauracienne. Joseph Sigismond de Roggenbach se réfugie à Bienne en 1793 puis à Constance où il meurt le 9 mars 1794.